# Ligeia
Ligeia (IPA /laɪˈdʒiːə/) è un racconto gotico di Edgar Allan Poe, apparso sul numero del 18 settembre 1838 dell'American Museum Magazine e, in seguito, pubblicato con la raccolta Racconti del grottesco e dell'arabesco.
Il nome Ligeia usato da Poe è quello di una sirena che, nella mitologia greca, usa le sue doti canore e seduttive per attirare e uccidere gli uomini trascinandoli in mare.

## Trama
Il narratore inizia il suo racconto sforzandosi di ricordare come e quando conobbe la sua amatissima e defunta moglie Ligeia, senza però riuscirvi. Forse perché sono passati anni, forse perché il dolore gli ha fiaccato la memoria, o forse ancora perché l'immensa grazia, la bellezza, l'intelligenza e la straordinaria erudizione della donna gli sono penetrate nel cuore così nel profondo da dimorarvi in modo così tanto ignoto e inaccessibile. Ma sull'argomento della persona di Ligeia, la memoria non gli viene meno. Alta e sottile di corporatura, aggraziata, bellissima in ogni lineamento del volto, con la pelle bianca avorio, le lunghe trecce ondulate nero corvino. Ma la cosa più rilevante di Ligeia sono i suoi grandi occhi neri profondi, insondabili e il suo sguardo. E proprio su queste meravigliose sfere e sull'espressione dello sguardo di lei che il narratore si concentra e cerca di carpirne tutti i misteri, senza riuscire mai a venirne a capo. Dopo alcuni anni Ligeia si ammala e solo nel periodo precedente la morte, l'uomo capisce la forza dell'amore e l'idolatria che la moglie provava nei suoi confronti.
Al culmine della notte in cui spira, Ligeia fa leggere al marito delle strofe che lei aveva scritto alcuni giorni prima di morire. Quando questi finisce la poesia, Ligeia sussurandogli: "Non fosse per l'inadeguatezza della sua fiacca volontà, l'uomo non cederebbe agli angeli, né alla stessa morte", la moglie muore.
Il narratore si ritrova la grande eredità economica della moglie ma non tollera più la loro dimora nella metropoli sul Reno perché le ricorda la defunta moglie. Quindi dopo aver vagabondato in modo insensato e affranto, acquista e ristruttura un'antica e isolata abbazia in una zona dell'Inghilterra tra le più appartate e meno frequentate. L'uomo lascia l'esterno tetro e torvo dell'abbazia così com'era, ma è all'interno di questa che si cimenta in uno sfoggio di magnificenza assai più che regale, decorandola riccamente, anche trascinato dalle sue fantasie oppiacee che gli suggeriscono, ad esempio, colori, stile e composizione. All'interno dell'abbazia fa quindi installare: fasti tendaggi, solenni statue egizie, oggetti estrosi, incensieri preziosi, mobili antichi, tappeti e arazzi. Il narratore si sofferma poi sulla descrizione della camera da letto, tappezzata con tanto di arazzi d'oro intessuti di nero, cangianti e fantasmagoricamente sospinti da una perpetua corrente d'aria nella parete, onde accrescere l'iridescenza dei ricami.
L'uomo si ritrova sposato con Lady Rowena Trevanion di Tremaine, una donna bionda e dagli occhi cerulei, anche se ossessionato sempre dal ricordo di Ligeia, e si dà sempre più all'uso dell'oppio e detesta la sua seconda moglie. L'uomo si chiede, inoltre, cosa meditassero i genitori di Rowena che per sete di denaro fecero varcare alla loro figlia vergine la soglia di una tale dimora inorpellata in quel modo.
Rowena presto si ammala e, forse complice la malattia, ode voci e vede figure simili a spiriti che il marito non è in grado di vedere. In occasione di uno di questi deliri, il narratore va a prendere un vino medicamentoso consigliato dal medico per curare Lady Rowena, che già non molto tempo prima era caduta preda di una violenta malattia, da cui era faticosamente guarita. Passato il vino a Rowena, l'uomo nell'atto di allontanarsi dal capezzale di lei, scorge un'ombra evanescente di aspetto angelico sul pavimento, proiettata dall'incensiere che pende dal soffitto. Subito dopo, mentre Rowena si accenna a bere, l'uomo vede alcune gocce di liquido rosso comparire dal nulla e cadere nel bicchiere: ne è sconvolto ma si dice che quanto ha visto è dovuto alla propria fervida immaginazione inacerbita dal terrore della moglie Rowena, dall'oppio, oppure dovuta all'affaticamento dell'ora tarda. Lady Rowena peggiora progressivamente fino alla morte. Nel corso della veglia funebre, l'uomo assiste a eventi incredibili: più volte nel corso della notte, annunciato sempre da un singhiozzo, il cadavere riprende colorito, accenna momenti di vita a momenti di morte e quindi più volte il narratore sussulta ad ogni risuscitazione seguita però da una successiva morte più rigorosa e conclusiva. 
Finché, stremato da tutto ciò, l'uomo cessa di lottare e di muoversi ogni volta che la salma sembra riacquistare vita, e resta seduto sull'ottomana, ma ad un certo punto il cadavere inizia a riprendere vita, alzarsi dal letto e barcollare fino al centro della stanza. Il narratore mentre osserva la donna in modo accurato è assalito dal dubbio se si tratti proprio di Rowena e nota che sia l'altezza che i lineamenti non sembrano quelli della seconda moglie. Quando il dubbio è più forte, l'uomo balza ai suoi piedi ed ella ritraendosi al suo tocco e sciogliendo le fasce che le avvolgono la testa, mostra i lunghi capelli neri e i grandi occhi neri; il narratore è estasiato, non ha più dubbi, è Ligeia.

## Analisi
Ligeia - come del resto Una discesa nel Maelström - ha in epigrafe una frase di Joseph Glanvill che viene ripetuta anche durante la narrazione. Potrebbe però essere un falso creato ad arte dallo stesso Poe, per ammiccare alla tenace convinzione di Glanville nell'esistenza della stregoneria, visto che non ne è stata trovata traccia negli scritti di quest'ultimo che ci sono pervenuti.

## Cinema
Il racconto di Poe è stato portato sullo schermo nel 1964 con il film La tomba di Ligeia con Vincent Price nel ruolo del protagonista.

## Musica
La band thrash metal Annihilator ha dedicato una canzone a questo componimento di Edgar Allan Poe nel suo album di debutto Alice in Hell (1989).
La band symphonic black metal inglese Cradle of Filth, nel brano A Gothic Romance, fa una similitudine fra il colore tenue dell'alba e il pallore di Ligeia: «In una alba azzurrina pallida come Ligeia rinata».
Il rapper Lanz Khan ha dedicato al racconto un brano, Occhi di Ligeia.